# Jardim Bangu
O Jardim Bangu, também conhecido como Parque Independência, é um sub-bairro de Bangu, localizado na parte norte do bairro.
Fica ao longo das ruas Roque Barbosa e Araquém. Separa-se do sub-bairro do Catiri apenas pelo Rio Sarapuí. Jardim Bangu é uma das regiões que mais crescem populacionalmente de Bangu, e vem crescendo desde a década de 90.
O Jardim Bangu é dividido por vários conjuntos, sendo a parte central, o Jardim Bangu propriamente dito, situada entre as ruas Catiri, Roque Barbosa e Darcí Campos de Oliveira. Os diversos conjuntos do sub-bairro são apelidados de forma estranha, com os mesmos apelidos dos presídios, embora a área não seja vizinha ao Complexo Penitenciário. Os conjuntos são conhecidos como Bangu 1 (Conjunto João Saldanha), Bangu 2 (Conjunto Édson Fernandes), Bangu 3 (Conjunto Roque Barbosa), Bangu 4, Ayrton Senna. Além destes conjuntos podemos citar o Jardim Progresso, situado entre as ruas Catirí, Roque Barbosa, Araquém e Avenida Brasil.
Em 2009 foi instituído um projeto de lei, que criaria o bairro do Jardim Bangu, a partir do desmembramento dos bairros de Bangu e Padre Miguel. No novo bairro, além do Jardim Bangu ficariam os até então sub-bairros de Bangu, Catiri e Parque Residencial Seis de Novembro (também conhecido como Conjunto da Marinha) - além das comunidades de Vila Jurema (junto à localidade de Jardim Água Branca) e Cancela Preta (situada no princípio da estrada de mesmo nome), ambas em Padre Miguel. O projeto ainda não entrou em vigor, continuando as regiões citadas pertencendo aos seus respectivos bairros.
Em 2016, foi criada no bairro a escola de samba Acadêmicos do Jardim Bangu. Em 2017, a equipe masculina de futebol do Jardim Bangu chegou à final da Taça das Favelas.